# Arnošt Porák
Arnošt Porák de Varna (3. prosince 1849 Josefov – 21. dubna 1918 Loučovice) byl významný českokrumlovský podnikatel a průmyslník, spoluvlastník v Krumlovských grafitových závodech – bratří Porákové a zakladatel Papíren Loučovice, které spolu s další krumlovskou papírnou Ignáce Spira patřily mezi nejvýznamnější papírny v Rakousku-Uhersku a Československu.
Svými podnikatelskými aktivitami se zasloužil o zaměstnanost v regionu a rozvoj průmyslu na Českokrumlovsku. Ku poctě Arnošta Poráka nese dodnes jeho jméno most přes Vltavu v Českém Krumlově.

## Život

### Mládí
Arnošt Porák se narodil 3. prosince 1849 v Josefově u Hradce Králové jako jeden z pěti synů MUDr. Antonína Poráka, jenž byl od 60. let starosta Trutnova a český poslanec, a Anny Porák-Faltisové, dcery trutnovského průmyslníka Jana Faltise.
V mládí vystudoval obchodní akademii v německém městě Gotha a následně přešel na praxi do podniku svého děda Jana Faltise, který v Trutnově v letech 1859–1864 vybudoval a vedl svého času největší přádelnu lnu v celé Evropě. Následně se však mladý Arnošt rozhodl odejít za novými zkušenostmi do USA. Právě tam se během svých studijních cest vůbec poprvé blíže seznámil s technologií zpracovávání dřeva na celulózu, přičemž tyto nové poznatky v papírenství později využil k vybudování vlastní papírny v jižních Čechách.

### Podnikání na Českokrumlovsku
Arnošt Porák se rozhodl nepokračovat výhradně v rodinné tradici ve lnářském průmyslu. Po svém návratu z USA odešel roku 1871 do Českého Krumlova, kde začal spolu se svými bratry podnikat v těžbě tuhy. Roku 1876 pak založila jejich matka Anna Porák-Faltisová koupí několika tuhových dolů v okolí Českého Krumlova Krumlovské grafitové závody, jejichž vedení se bratři chopili a jež později vešly ve známost jako Krumlovské grafitové závody – bratří Porákové. V tehdy většinově německém městě byl jako předseda místní Záložny pro boj proti lichvě, či zakladatel Čtenářské Besedy a Řemeslnické Jednoty "pilířem českého rozmachu".

#### Papírna Vltavský mlýn v Loučovicích
Arnošt Porák však dále snil o zužitkování svých poznatků v oblasti zpracovávání celulózy nabytých v USA. Roku 1884 proto podnikl s Ing. Wilhelmem z Gothy poznávací cestu podél horního toku Vltavy. 30. září pak tato malá expedice konečně dorazila k Lipnu, kde oba zúčastnění žasli nad nevyužitými možnostmi silného vodního proudu horní Vltavy. V listopadu 1884 tak Arnošt Porák zakoupil v Loučovicích pozemky a ještě téhož měsíce předal své matce Anně ke schválení plány na vybudování vodní elektrárny a továrny na celulózu. k
Jeho matka se nakonec rozhodla výstavbu financovat.
Již v lednu roku 1885 tak byla zahájena stavba továrny podle projektu Ing. Františka Karla z Vyššího Brodu a dokončena byla o rok později. Provoz papírenského závodu v Loučovicích pojmenovaného Vltavský mlýn byl zahájen 12. září 1886. Výrobu poháněly turbíny o výkonu 700 HP a závod byl schopen vyrobit až 8 tun celulózy denně. V roce 1888 byla papírna dále rozšířena. Vedle sulfitové celulózy (buničiny) produkovaly Loučovice i lepenku, balicí a toaletní papír a ubrousky. Roku 1901 byl podnik navíc rozšířen o další závod ve Svatém Prokopu.
S jedním tisícem zaměstnanců představovala papírna Vltavský mlýn v Loučovicích nejenom jeden z nejdůležitějších podniků Českokrumlovska a Šumavy, nýbrž i jeden z největších papírenských podniků v Rakousku-Uhersku. Arnošt Porák se stal brzy druhým největším producentem balicího papíru v monarchii. Na přelomu století pak Porákův podnik Vltavský mlýn disponoval vlastními pobočkami v mnoha evropských velkoměstech – ve Vídni, v Praze, Budapešti, Berlíně, Hamburku i v Londýně.
Arnošt Porák, který byl od roku 1895 jediným vlastníkem, si plně uvědomoval propojenost výkonnosti s infrastrukturou a kvalitou života zaměstnanců. Například v době, kdy veřejné osvětlení ještě mnohdy zajišťovaly petrolejové lampy včetně císařského paláce ve Vídni, byly Loučovice již plně elektrifikovány. V blízkosti papírny také nechal Arnošt Porák pro své zaměstnance vystavět sedm obytných domů, zdravotnické zařízení a knihovnu.
Spolu se zvyšující se produkcí a poptávkou vyvstal v 90. letech problém se zásobováním, neboť komunikaci mezi Loučovicemi a okolím zajišťovala koňská síla. Arnošt Porák se proto rozhodl vystavět elektrifikovanou železniční trať, jež by vedla v délce 23 km z Rybníka přes Rožmberk nad Vltavou, Vyšší Brod a Loučovice až na Lipno. Po vleklých jednáních s místními úřady, které se obávaly revolučnosti tohoto díla, se výstavbu nakonec na základě spolupráce Arnošta Poráka s vyšebrodským opatem Brunem Pammerem podařilo prosadit. Na náklady Arnošta Poráka tak byla v letech 1909–1911 vystavěna železniční trať Rybník–Lipno podle projektu Františka Křižíka jakožto teprve druhá elektrifikovaná dráha v Čechách.
V roce 1911 byl loučovický podnik dále rozšířen o nový vodní pohon a závod ve Svatém Prokopu o pilu. Celý podnik byl také ve stejném roce přeměněn v akciovou společnost.

### Rodina
Arnošt Porák měl čtyři bratry – Alfonse, Viktora, Huga a Antona, kteří se podíleli na rodinném podnikání v těžbě tuhy a z počátku i v papírenském průmyslu. Finanční zázemí pro všechny bratry v počátcích jejich podnikání zajišťovala jejich matka Anna Poráková, dcera průmyslníka Jana Faltise.
Arnošt Porák byl dvakrát ženat – poprvé s Otýlií Schererovou a podruhé s Emílií Gärterovou, z jejichž manželství vzešel v roce 1892 syn Evžen, jenž se později stal generálním ředitelem loučovických papíren Vltavský mlýn a pokračovatelem otcova díla.
Synovec Arnošta Poráka, Waldemar Porák, byl vynálezce, který v roce 1901 zkonstruoval helikoptéru o váze 350 kg o nosnosti 500 kg.

### Odkaz
Arnošt Porák zemřel 21. dubna roku 1918 v době, kdy se jeho podnik řadil mezi přední papírny v celé Evropě. Jeho tělo bylo převezeno z jihočeských Loučovic do Trutnova na severu Čech a uloženo do rodinné hrobky.
Jeho zásluhy o zaměstnanost a rozvoj na Českokrumlovsku byly oceňovány již za jeho života. Ku jeho poctě proto město Český Krumlov pokřtilo hlavní most přes řeku Vltavu ve směru na Kaplici na Porákův. Dodnes také připomíná odkaz jeho rodiny blízká ulice U Poráků.
Přes živelní katastrofy, které postihly Loučovice v následujících letech, se podnik rodiny Poráků pod vedením syna Arnošta Poráka, Evžena Poráka podařilo vzpamatovat, modernizovat a ve 30. letech se Vltavský mlýn stal opět přední papírnou celoevropského formátu s 1 800 dělníky, čímž podnik do II. světové války zajišťoval živobytí pro 6 000 obyvatel okresu Vyšší Brod (1/3 všech obyvatel).
Po druhé světové válce byla Porákova manželka Emílie a syn Evžen spolu s chotí Henrietou odsunuti do Rakouska a podnik Vltavský mlýn v Loučovicích zestátněn. Všichni tři jsou pohřbeni v rakouském Bad Ischlu.